# The Best Remixes of CK
The Best Remixes of CK (dt. Die besten Remixe von CK; Eigenschreibweise: THE BEST REMIXES of CK) ist das zweite Remixalbum der japanischen Sängerin Crystal Kay. Das Album wurde am 16. Dezember 2009 in Japan veröffentlicht und debütierte in der ersten Woche auf Platz 125. Das Album verfügt über einige ihrer Remixe, die sie seit dem Start ihrer Karriere auf diversen Singles veröffentlicht hat, darunter finden sich Remixe von Genki Rockets und Shin’ichi Ōsawa. Es gab nur drei neue Titel, darunter der After Love: First Boyfriend – Oddity Remix, welcher für die Tully's Coffee-Werbung als Titelmelodie verwendet wurde.
- Katalognummer: ESCL-3337[4]

## Titelliste
1. Koi ni Ochitara (Genki Rockets Remix) (恋におちたら; Wenn ich verliebt bin)
2. Boyfriend (80kidz Remix)
3. After Love: First Boyfriend (Oddity Remix) (featuring Kaname)
4. Teenage Universe: Chewing Gum Baby (Remix)
5. Girl’s Night (Shinichi Osawa Layer 7 Remix)
6. Think of U (KZ Future Disco Mix)
7. Hard to Say (TinyVoice Production Remix)
8. Do U Like It (Extended Mix: Fantastic Plastic Machine) (featuring M-Flo)
9. Kitto Eien ni (Studio Apartment Remix) (きっと永遠に; Sicherlich für immer)
10. Konna ni Chikaku de... (KZ Future Disko Remix) (こんなに近くで...; Diese Nähe...)
11. Shining (Jazztronik Remix)
12. Namida no Saki ni (Soidog Mix) (涙のさきに; Nach den Tränen)
13. One (Cornelius Remix)